# 國中均
國中 均（くになか ひとし、1960年5月9日 - ）は、日本の航空宇宙工学者。専門は電気推進・プラズマ工学。宇宙航空研究開発機構 (JAXA) 理事兼宇宙科学研究所長。2021年紫綬褒章受章。好きな言葉は「こんなこともあろうかと」。

## 略歴
- 1973年 千代田区立番町小学校卒業[3]
- 1976年 千代田区立麹町中学校卒業[3]
- 1979年 武蔵高等学校卒業[4][5][6]
- 1983年 京都大学工学部航空工学科卒業[4]
- 1988年 東京大学大学院工学系研究科航空工学専攻博士課程修了、旧文部省宇宙科学研究所着任
- 2005年 宇宙科学研究所教授
- 2010年 小惑星イトカワ探査機はやぶさのマイクロ波放電式イオンエンジンの開発に携わる[7][8]
- 2012年 はやぶさ2プロジェクトマネージャ
- 2015年 宇宙探査イノベーションハブ長
- 2017年 宇宙科学研究所副所長兼務
- 2018年 宇宙科学研究所所長[9]

なお、東京大学大学院工学系研究科航空宇宙工学専攻教授を併任している。
- 2018年 東レ科学技術賞受賞
- 2021年 紫綬褒章受章[10][11]